# Sablia alopecuri
Sablia alopecuri là một loài bướm đêm trong họ Noctuidae.